# Zhang Wenxiu
Pour les articles homonymes, voir Zhang.
Dans ce nom chinois, le nom de famille, Zhang, précède le nom personnel.
Zhang Wenxiu (chinois simplifié : 张文秀 ; chinois traditionnel : 張文秀 ; pinyin : Zhāng Wénxiù), née le 22 mars 1986 à Dalian, dans la province du Liaoning, est une athlète chinoise spécialiste du lancer du marteau qui est vice-championne du monde en 2013 et 2015, mais également double médaillée de bronze aux éditions de 2007 et de 2011. Elle remporte également l'argent olympique en 2008 et 2016 et le bronze olympique en 2012.

## Biographie
Elle remporte l'épreuve du lancer du marteau aux Championnats d'Asie d'athlétisme de 2005 et de 2009, et aux Jeux asiatiques de 2006, 2010 et 2014.
Sa première finale internationale remonte en 2001 où elle se classe onzième des Mondiaux d'Edmonton. Elle avait alors que 15 ans. Médaillée de bronze des Championnats du monde d'athlétisme 2007 à Osaka, elle réédite cette performance l'année suivante aux Jeux olympiques d'été de 2008 de Pékin avec un jet à 74,32 m. Cette médaille de bronze se transformera en une médaille d'argent en 2016 à la suite du déclassement pour dopage de la Biélorusse Aksana Miankova qui avait initialement remporté le titre olympique. 
Aux Championnats du monde d'athlétisme 2011 à Daegu, elle obtient à nouveau la troisième place grâce à un lancer à 75,03 m.
Lors des Jeux olympiques de 2012, elle réalise un lancer à 76,34 m et fête déjà ce qui devait être une médaille de bronze (derrière Tatyana Lysenko et Anita Wlodarczyk), mais à la suite d'une réclamation de l'athlète allemande Betty Heidler, elle va être rétrogradée à la quatrième place. En effet, en raison d'un problème technique, le 5e lancer d'Heidler (sur les 6 au total) n'a pas été enregistré. Dans un premier temps, la marque de ce lancer n'a pas pu être retrouvée et un lancer supplémentaire est donc accordé à l'Allemande, mais il est raté. Sur l'insistance d'Heidler, la marque du lancer non enregistré est finalement retrouvée à 77,13 m, plus d'une demi-heure après la fin de la compétition. L'athlète chinoise fait appel, s'estimant désavantagée car elle ne savait pas lors de son dernier lancer que la 3e place ne lui était pas encore assurée, mais cet appel est rejeté,. Toutefois, la Russe Tatyana Lysenko, qui avait gagné la médaille d'or, est disqualifiée en 2016 pour dopage, la médaille de bronze étant finalement réattribuée à Zhang quatre ans après.  
Aux Championnats du monde 2013 de Moscou, elle remporte initialement sa troisième médaille de bronze mondiale avec un lancer à 75,58 m, mais comme lors des JO de 2012, Tatyana Lysenko est disqualifiée pour dopage et perd sa médaille d'or, ce qui permet à Zhang de monter d'une marche sur le podium et de décrocher l'argent derrière la Polonaise Anita Wlodarczyk. Deux ans plus tard, à Pékin, elle remporte sa seconde médaille d'argent consécutive avec 76,33 m derrière encore une fois Anita Wlodarczyk.
Le 18 mai 2016, Wenxiu s'impose au World Challenge Beijing avec 75,58 m, meilleure performance mondiale de l'année. Aux Jeux Olympiques de Rio, elle décroche la médaille d'argent (sa troisième médaille olympique) avec un lancer à 76,75 m.
Son record personnel est de 76,99 m (record asiatique), réalisé en mai 2012 à Ostrava. Elle détient aussi le record du monde junior, à 73,24 m, réalisé en juin 2005 à Changsha.

## Palmarès
| Date | Compétition              | Lieu           | Résultat | Marque  |
| ---- | ------------------------ | -------------- | -------- | ------- |
| 2001 | Championnats du monde    | Edmonton       | 11e      | 61,61 m |
| 2003 | Jeux mondiaux militaires | Catane         | 1re      | 69,89 m |
| 2004 | Jeux olympiques          | Athènes        | 7e       | 72,03 m |
| 2005 | Championnats d'Asie      | Incheon        | 1re      | 70,05 m |
| 2005 | Championnats du monde    | Helsinki       | 4e       | 69,82 m |
| 2006 | Jeux asiatiques          | Doha           | 1re      | 74,15 m |
| 2007 | Championnats du monde    | Osaka          | 3e       | 74,39 m |
| 2007 | Jeux mondiaux militaires | Hyderabad      | 1re      | 72,25 m |
| 2008 | Jeux olympiques          | Pékin          | 2e       | 74,32 m |
| 2009 | Championnats d'Asie      | Guangzhou      | 1re      | 72,07 m |
| 2009 | Championnats du monde    | Berlin         | 5e       | 72,57 m |
| 2010 | Coupe continentale       | Split          | 2e       | 73,69 m |
| 2010 | Jeux asiatiques          | Canton         | 1re      | 72,84 m |
| 2011 | Championnats du monde    | Daegu          | 3e       | 75,03 m |
| 2011 | Jeux mondiaux militaires | Rio de Janeiro | 1re      | 74,29 m |
| 2012 | Jeux olympiques          | Londres        | 3e       | 76,34 m |
| 2013 | Championnats du monde    | Moscou         | 2e       | 75,58 m |
| 2014 | Jeux asiatiques          | Incheon        | 1re      | 77,33 m |
| 2015 | Championnats du monde    | Pékin          | 2e       | 76,33 m |
| 2015 | Jeux mondiaux militaires | Mungyeong      | 1re      | 74,87 m |
| 2016 | Jeux olympiques          | Rio de Janeiro | 2e       | 76,75 m |
| 2017 | Championnats du monde    | Londres        | 4e       | 74,53 m |

## Records
| Épreuve           | Performance | Lieu    | Date              |
| ----------------- | ----------- | ------- | ----------------- |
| Lancer du marteau | 77,33 m     | Incheon | 28 septembre 2014 |

## Sources
- (en) Cet article est partiellement ou en totalité issu de l’article de Wikipédia en anglais intitulé « Zhang Wenxiu » (voir la liste des auteurs).